# Gargara horishanus
Gargara horishanus är en insektsart som beskrevs av Matsumura. Gargara horishanus ingår i släktet Gargara och familjen hornstritar. Inga underarter finns listade i Catalogue of Life.